# FCS Mariekerke-Branst

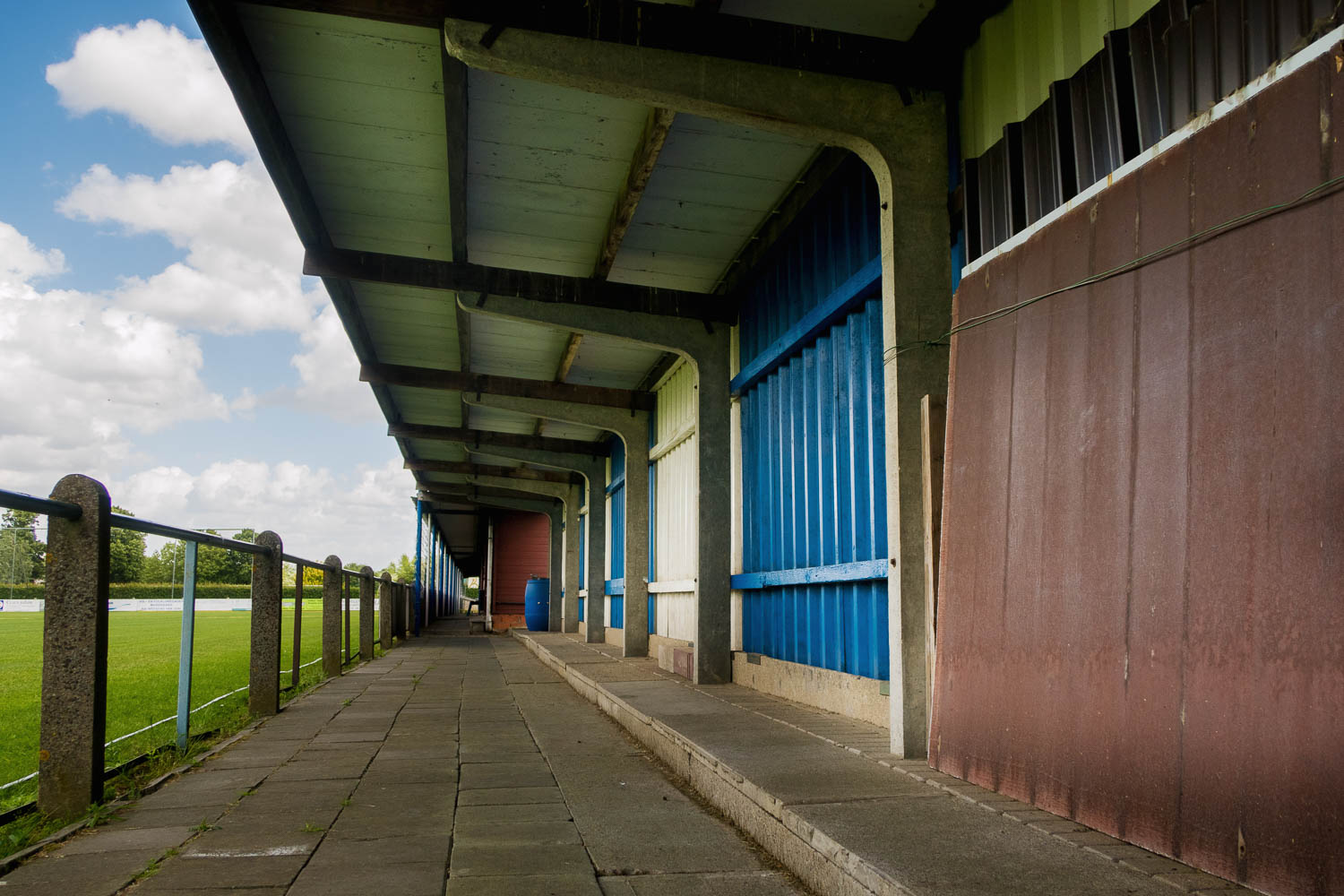
De Witte Molen, de thuisbasis van FCS Mariekerke-Branst.

FCS Mariekerke-Branst is een Belgische voetbalclub uit het Antwerpse Bornem. De club is aangesloten bij de KBVB met het stamnummer 5719, en heeft Blauw - Wit - Geel als clubkleuren.

## Geschiedenis
FCS Mariekerke-Branst is het resultaat van een fusie in 2020 van FC Mariekerke met KV Scheldezonen Branst. Het stamnummer 5719 werd overgenomen van FC Mariekerke.
 
De ploeg speelde zijn eerste seizoenen in 2e Provinciale A, maar werd kampioen in seizoen 2021/22 en promoveerde dus naar 1e Provinciale. 

## Resultaten
| Seizoen | Klasse | Klasse | Klasse | Klasse | Klasse | Klasse | Klasse | Klasse | Klasse | Reeks                                                    | Punten                                                   | Opmerkingen                                              |
|         | 1A     | 1B     | 1Am    | 2Am    | 3Am    | P.I    | P.II   | P.III  | P.IV   | Vanaf 2016-17 zijn er 3 nationale en 2 regionale niveaus | Vanaf 2016-17 zijn er 3 nationale en 2 regionale niveaus | Vanaf 2016-17 zijn er 3 nationale en 2 regionale niveaus |
| ------- | ------ | ------ | ------ | ------ | ------ | ------ | ------ | ------ | ------ | -------------------------------------------------------- | -------------------------------------------------------- | -------------------------------------------------------- |
| 2020/21 |        |        |        |        |        |        | -      |        |        | Tweede prov. Antw A                                      | -                                                        | Seizoen geschrapt wegens Covid-19                        |
| 2021/22 |        |        |        |        |        |        | 1      |        |        | Tweede prov. Antw A                                      | 64                                                       |                                                          |
| 2022/23 |        |        |        |        |        | 11     |        |        |        | Eerste prov. Antw                                        | 38                                                       |                                                          |
| 2023/24 |        |        |        |        |        | 11     |        |        |        | Eerste prov. Antw                                        | 39                                                       |                                                          |
| 2024/25 |        |        |        |        |        | 16     |        |        |        | Eerste prov. Antw                                        | 9                                                        | Degradatie                                               |
| 2025/26 |        |        |        |        |        |        |        |        |        | Tweede prov. Antw. A                                     |                                                          |                                                          |

## Link
Officiele Website